# Distúrbios nos Camarões em 2008
Distúrbios nos Camarões em 2008 foram uma série de atos de violência urbana e protestos violentos ocorridos nas maiores cidades dos Camarões  de 25 a 29 de fevereiro de 2008. Os protestos ocorreram logo após uma greve dos trabalhadores dos transportes, que se opunham aos altos preços dos combustíveis e às más condições de trabalho. Além disso, a turbulência política expandiu após o anúncio de que o presidente Paul Biya pretendia alterar  a Constituição para remover os limites de mandato; sem essa emenda, ele teria que deixar o cargo no final de seu mandato em 2011. Um vasto número de jovens, a quem o partido político da oposição Frente Social Democrata dos Camarões e o governo culpam um ao outro pela organização, tomaram as ruas de Douala, Yaoundé, Bamenda e outras grandes cidades, saqueando e vandalizando propriedades. O governo enviou tropas para reprimir os distúrbios; houve mortes tanto entre os manifestantes como de soldados. A contagem oficial do governo é que quarenta pessoas foram mortas, mas grupos de direitos humanos afirmam que o total está próximo de cem. Os números do governo colocam os danos à propriedade em dezenas de bilhões de francos CFA (15,2 milhões de euros ou  23,4 milhões de dólares americanos).
Em resposta aos protestos, o Presidente Biya reduziu os preços dos combustíveis, elevou os salários dos funcionários públicos e militares, reduziu os impostos pagos sobre o cimento e suspendeu os impostos sobre bens essenciais, como óleo de cozinha, peixe e arroz. As forças do governo também alegaram ter prendido mais de 1.600 pessoas, incluindo funcionários do governo, e ter processado duzentas. Grupos de direitos humanos e advogados de defesa, por outro lado, alegaram que mais de 2.000 pessoas foram presas apenas em Douala e condenaram os julgamentos por serem excessivamente rápidos, secretos e severos. O governo também reprimiu artistas, meios de comunicação e jornalistas acusando-os de ameaçar a estabilidade nacional.